# Mali Cirnik
Mali Cirnik – wieś w Słowenii, w gminie Brežice. W 2018 roku pozostawała niezamieszkana.